# Sperwer (vliegtuig)

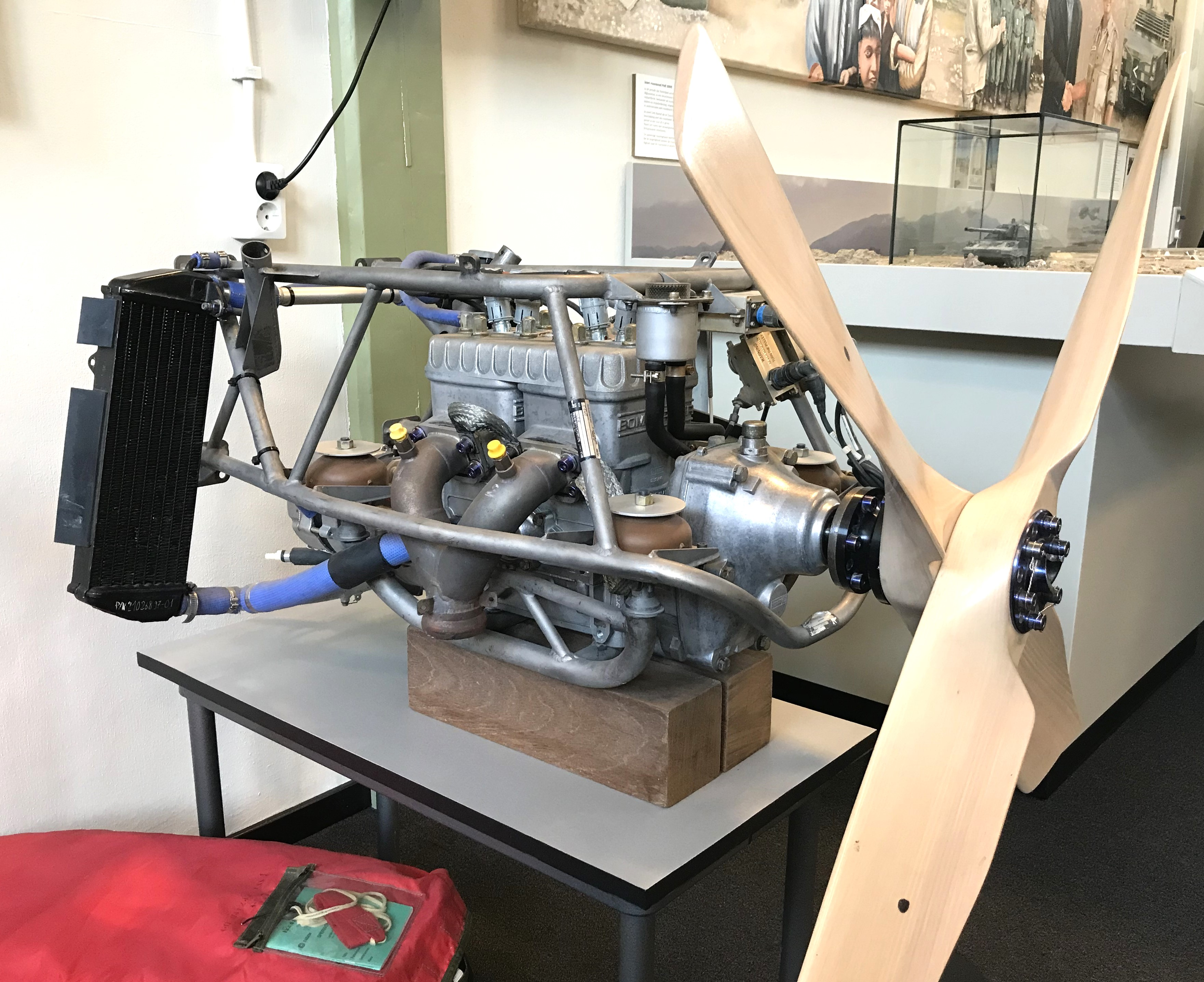
Tweetakt benzinemotor van een Sperwer. Collectie Nederlands Artillerie Museum

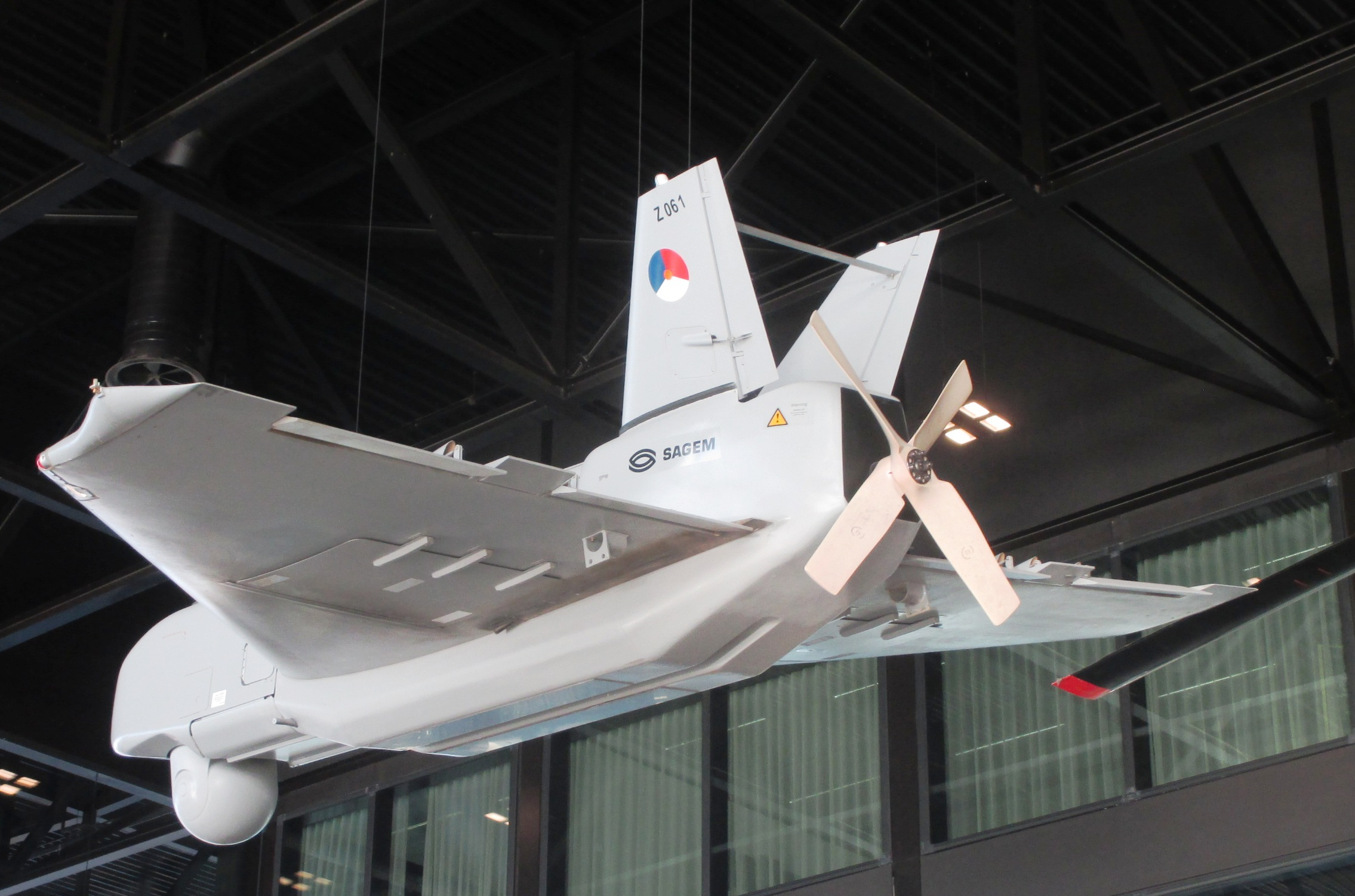
Sagem Sperwer onbemand verkenningsvliegtuig. Nationaal Militair Museum, Soesterberg

De Sperwer is de naam van een onbemand verkenningsvliegtuig. Dit onbemande, radiobestuurde vliegtuigje met een spanwijdte van ongeveer vier meter wordt gebruikt om vanaf maximaal 3800 meter hoogte met ingebouwde camera's video-opnames te maken van potentiële doelen of bedreigende situaties. De beelden worden doorgeseind naar een basisstation. De drone kan zo'n vier uur in de lucht blijven.

## Nederland
Eind jaren negentig werden door de Nederlandse Koninklijke Landmacht 34 Sperwers aangeschaft voor een totaalbedrag van 180 miljoen gulden; dat is ca. 2,5 miljoen euro per stuk. Ze werden gebouwd door het Franse bedrijf SAGEM en bleken door vele mankementen niet erg betrouwbaar te zijn. 
De Sperwer werd sinds 31 december 2006 gebruikt door de Nederlandse strijdkrachten tijdens hun missie in Uruzgan in Afghanistan. Ze zouden volgens het Ministerie van Defensie worden ingezet om bermbommen op te sporen.
Bij de operaties in Afghanistan zijn enkele Sperwers neergestort. In juli 2008 werd nog een aantal Sperwers naar Uruzgan overgevlogen per Antonov 225-transportvliegtuig. 
Op 30 juni 2011 maakte defensie bekend te stoppen met de Sperwer en ze stappen over op de ScanEagle.